# Pål Tyldum
Pål Bjorne Tyldum (Høylandet, 28 maart 1942) is een voormalig Noors langlaufer. 

## Carrière
Tyldum was tijdens de spelen van 1968 onderdeel van de Noorse estafetteploeg die voor de eerste maal olympisch kampioen werd. Tijdens de spelen van 1972 won Tyldum goud op de 50 kilometer en de zilveren medaille op de 30 kilometer en de estafette. In 1976 won Tyldum wederom de zilveren medaille op de estafette, individueel viel hij buiten de medailles.

## Belangrijkste resultaten

### Olympische Winterspelen
| Editie | Plaats    | Resultaten                       |
| ------ | --------- | -------------------------------- |
| 1968   | Grenoble  | 7e 30 km · 4e 50 km · estafette  |
| 1972   | Sapporo   | 30 km · 50 km · estafette        |
| 1976   | Innsbruck | 20e 15 km · 7e 50 km · estafette |

### Wereldkampioenschappen langlaufen
| Jaar | Plaats       | Resultaten                       |
| ---- | ------------ | -------------------------------- |
| 1968 | Grenoble     | 7e 30 km · 4e 50 km · estafette  |
| 1970 | Vysoké Tatry | 5e 15 km 4e 30 km                |
| 1972 | Sapporo      | 30 km · 50 km · estafette        |
| 1976 | Innsbruck    | 20e 15 km · 7e 50 km · estafette |